# Amine al-Hafez
Ne doit pas être confondu avec Amine Hafez.
Amin al-Hafez (en arabe : أمين الحافظ / Amīn al-Ḥāfiẓ), né le 12 novembre 1921 à Alep et mort le 17 décembre 2009, dans la même ville, est un homme d'État syrien, un militaire et un membre du parti Baas.

## Biographie
Hafez a mené un coup d'État contre le gouvernement syrien en 1963, peu après la dissolution de la République arabe unie. Le Conseil national du commandement révolutionnaire devient alors l'institution dirigeante du pays. Ce conseil exécutif, composé de 20 personnes, est dominé par le Parti Baas (12 représentants), Hafez en est le président.
À la tête de la Syrie, il mène d’importantes réformes sociales, et se rapproche du bloc soviétique.
Le 23 février 1966, il est renversé par l'aile prosoviétique du parti Baas, faction dirigée par Salah Jedid. La faction menée par Jedid était régionaliste (qutri), leur but étant la formation d'une « Grande Syrie », alors que la faction d'Hafez était panarabe et nationaliste (qawmi).
Le coup d'État mené par Jedid a été activement soutenu par des religieux, en particulier par des religieux druzes et alaouites.
Après le coup d'État, Hafez est contraint à l'exil jusqu'en 2005, date à laquelle il peut retourner vivre en Syrie.